# Луар
Луа́р (фр. Loir) — река на западе Франции, левый приток Сарты, в которую впадает севернее города Анже в департаменте Мен и Луара региона Пеи-де-ла-Луар. Исток реки находится в департаменте Эр и Луар региона Центр — Долина Луары.
Длина 311 км, площадь водосборного бассейна — 7925 км². Средний расход воды 30 м³/с.

## Пересекаемые рекой департаменты и города
- Эр и Луар (28): Илье-Комбре, Боннваль, Шатодан, Клоэ-сюр-лё-Луар
- Луар и Шер (41): Море, Вандом, Торэ-ля-Рошетт, Монтуар-сюр-Луар, Фретеваль
- Сарта (72): Ля-Шартр-сюр-лё-Луар, Шато-дю-Луар, Люд, Ля-Флеш
- Мен и Луара (49): Дюрталь, Сеш-сюр-лё-Луар

## Главные и вторичные притоки
- Тиронна (la Thironne) (левый берег)
- Эгр (Aigre) (левый берег)
- Озанна (Ozanne) (правый берег)
- Кони (Conie) (левый берег)
- Йера (Yerre) (правый берег)
- Эгвонна (Egvonne) (правый берег)
- Булон (Boulon) (правый берег)
- Сандрина (Cendrine) (левый берег)
- Брай (Braye) (правый берег)
  - Куетрон (Couetron) (левый берег)
  - Аний (Anille) (правый берег)
  - Тюссон (Tusson) (правый берег)
- Вёв (Veuve, вдова) (правый берег)
  - Этансор (Étangsort) (левый берег)
- Дэм (Dême) (левый берег)
- Динан (Dinan) (правый берег)
- Эскотэ (Escotais) (левый берег)
- Мольна (Maulne) (левый берег)
- Марконна (Marconne) (левый берег)
- Он (Aune) (правый берег)
  - Кассо (Casseau) (правый берег)